# Kurt Franz
Pour les articles homonymes, voir Franz.
Kurt Franz, né le 17 janvier 1914 et mort le 4 juillet 1998, est le dernier commandant du  camp d'extermination de Treblinka à partir d'août 1943. 

## Biographie
Kurt Franz reçoit une formation de cuisinier après avoir achevé la Volksschule. En 1935, il travaille chez un boucher puis accomplit son service militaire dans la Wehrmacht d’octobre 1935 à 1937.
Il entre dans la SS en 1937. Il fait partie du projet d’euthanasie Aktion T4, passe dans différents camps (dont Buchenwald en 1940). En 1942, il va à Lublin, où il travaille pour le chef des SS et de la police Odilo Globocnik, puis à Bełżec et Treblinka où il aura la charge des gardes ukrainiens avant de devenir commandant du camp, à la suite d'Irmfried Eberl et Franz Stangl. Surnommé Lalka (« la poupée » en polonais) en raison de la grâce de ses traits, il est promu Oberscharführer (adjudant). Il s’occupe alors des derniers gazages au Zyklon B puis du démantèlement du camp.
Arrêté en 1959, il est jugé et condamné à la prison à vie au procès de Treblinka qui a lieu à Düsseldorf du 12 octobre 1964 au 3 septembre 1965 et qui concerne neuf autres accusés. 
Du fait de son âge et de sa santé, il est libéré en 1993 et meurt en 1998.